# Biserica de lemn din Muntele Băișorii

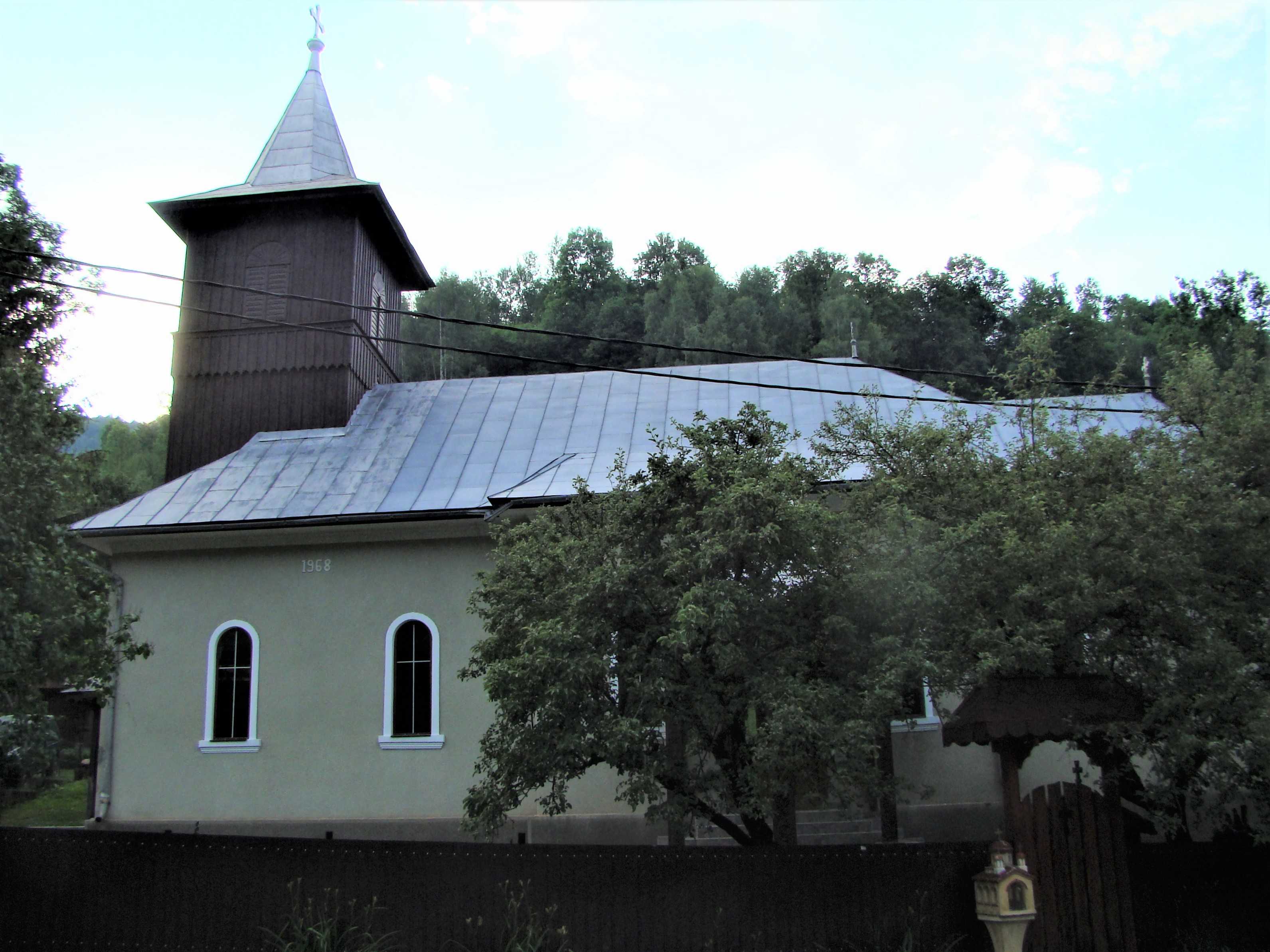
Biserica de lemn din Muntele Băișorii, comuna Băișoara, județul Cluj, foto: iunie 2020.

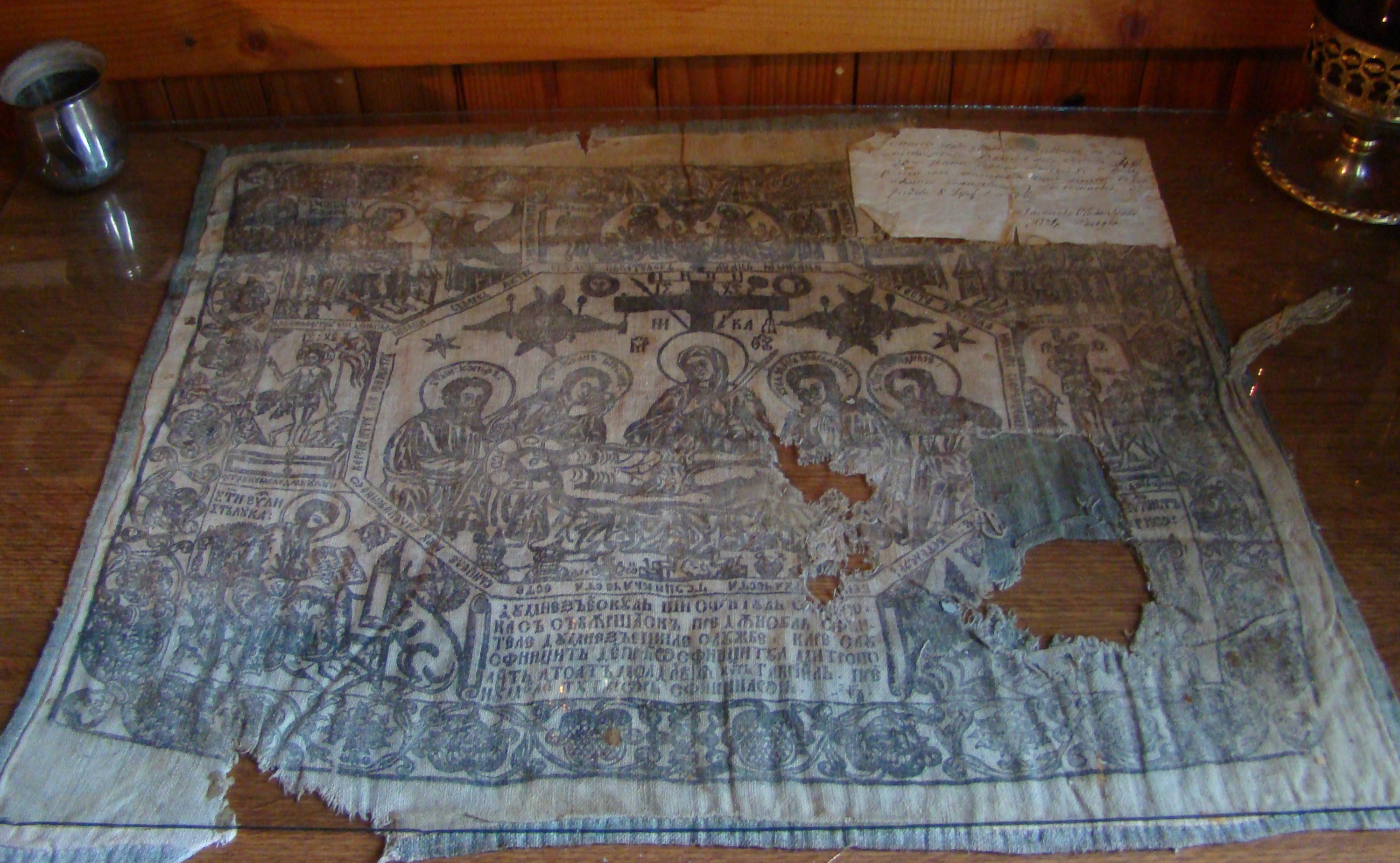
Antimisul de la 1869

Biserica de lemn din Muntele Băișorii, comuna Băișoara, județul Cluj, are hramul „Sfinții Arhangheli Mihail și Gavriil”. A înlocuit biserica de lemn anterioară ce data de la mijlocul secolului al XIX-lea.

## Istoric și trăsături
Biserica este construită din lemn de brad, pe o temelie de piatră și acoperită cu tablă. Are formă de navă, cu două intrări. A fost construită între anii 1951-1960 de către meșterul Patița Rubin ajutat de Miheț Nicolae, din Câmpeni, și de Cirebea Iosif, localnic. A înlocuit o altă biserică de lemn, de la 1853, ce a dăinuit până în anul 1967, când a fost demolată.
Iconostasul construit din zid, placat cu lemn, fără elemente sculptate; icoanele de pe iconostas au fost pictate de către prea cuviosul Alexandru Ghenț, actualul stareț al mănăstirii din Feleac. Pictura a fost realizată în tehnica frescă între anii 1992-1994.
În biserică se păstrează un antimis de la 1869. Casa parohială este construită în anul 1714, din  lemn de brad, renovată în anul 2006.

## Imagini din exterior

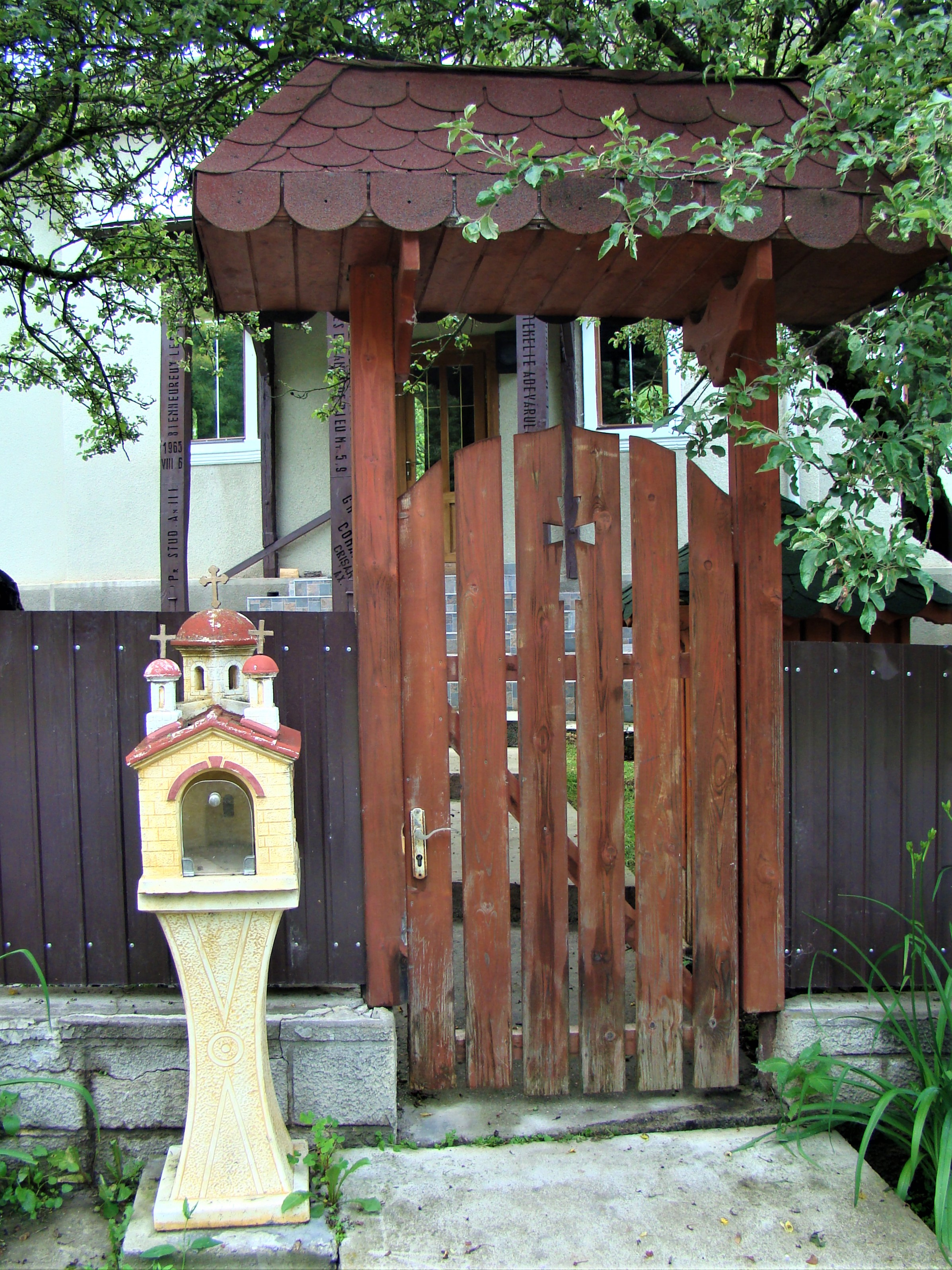
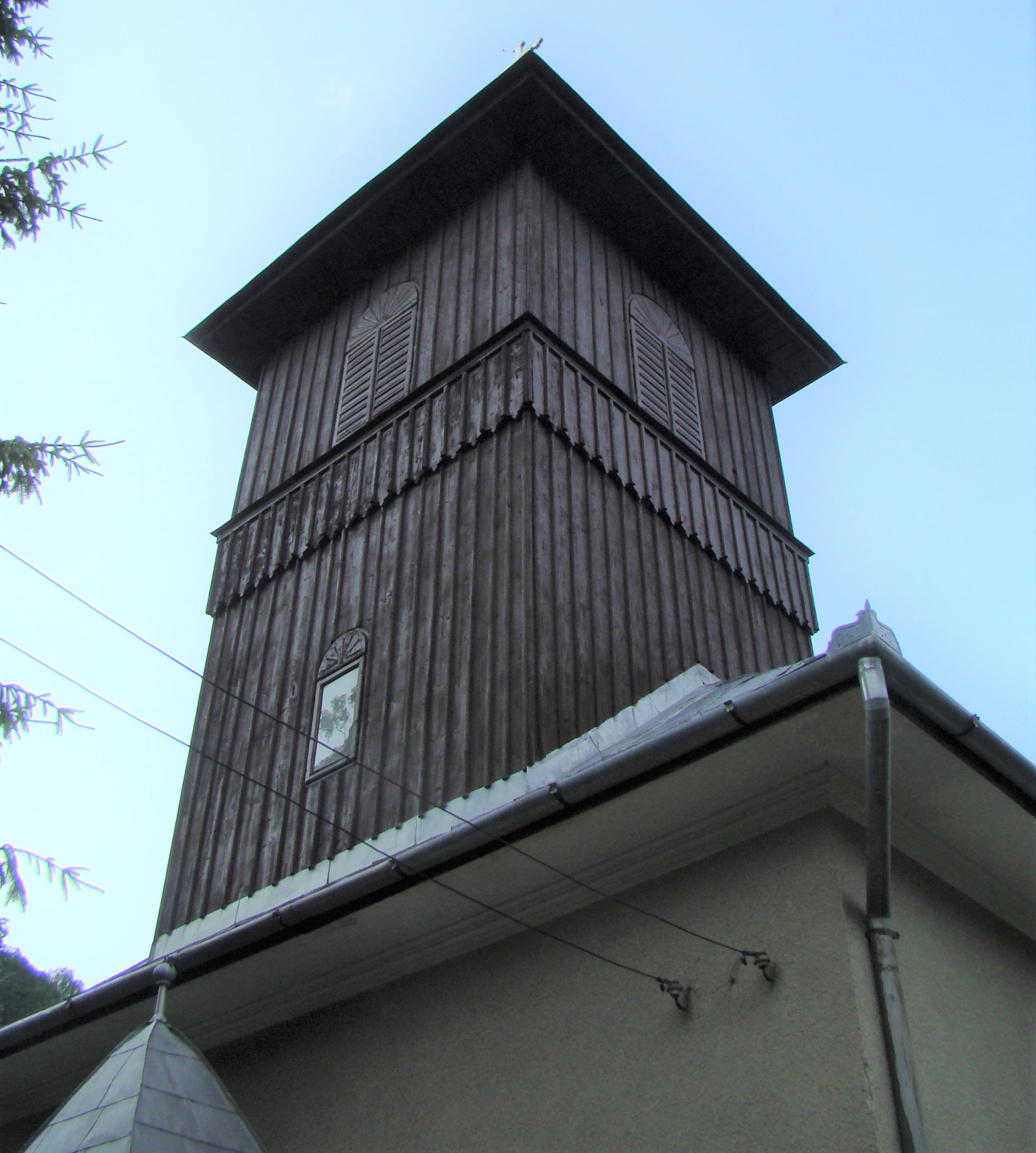
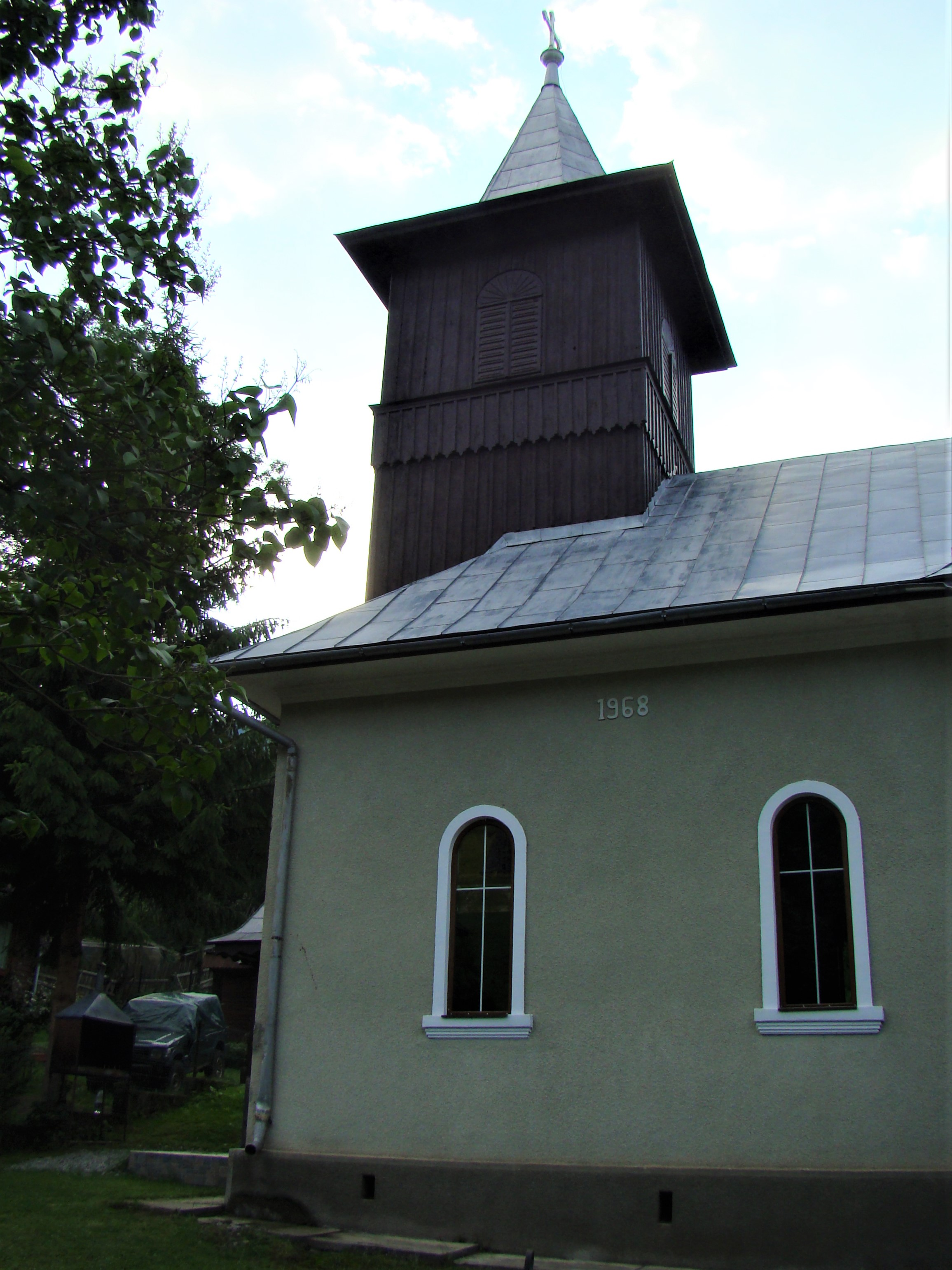
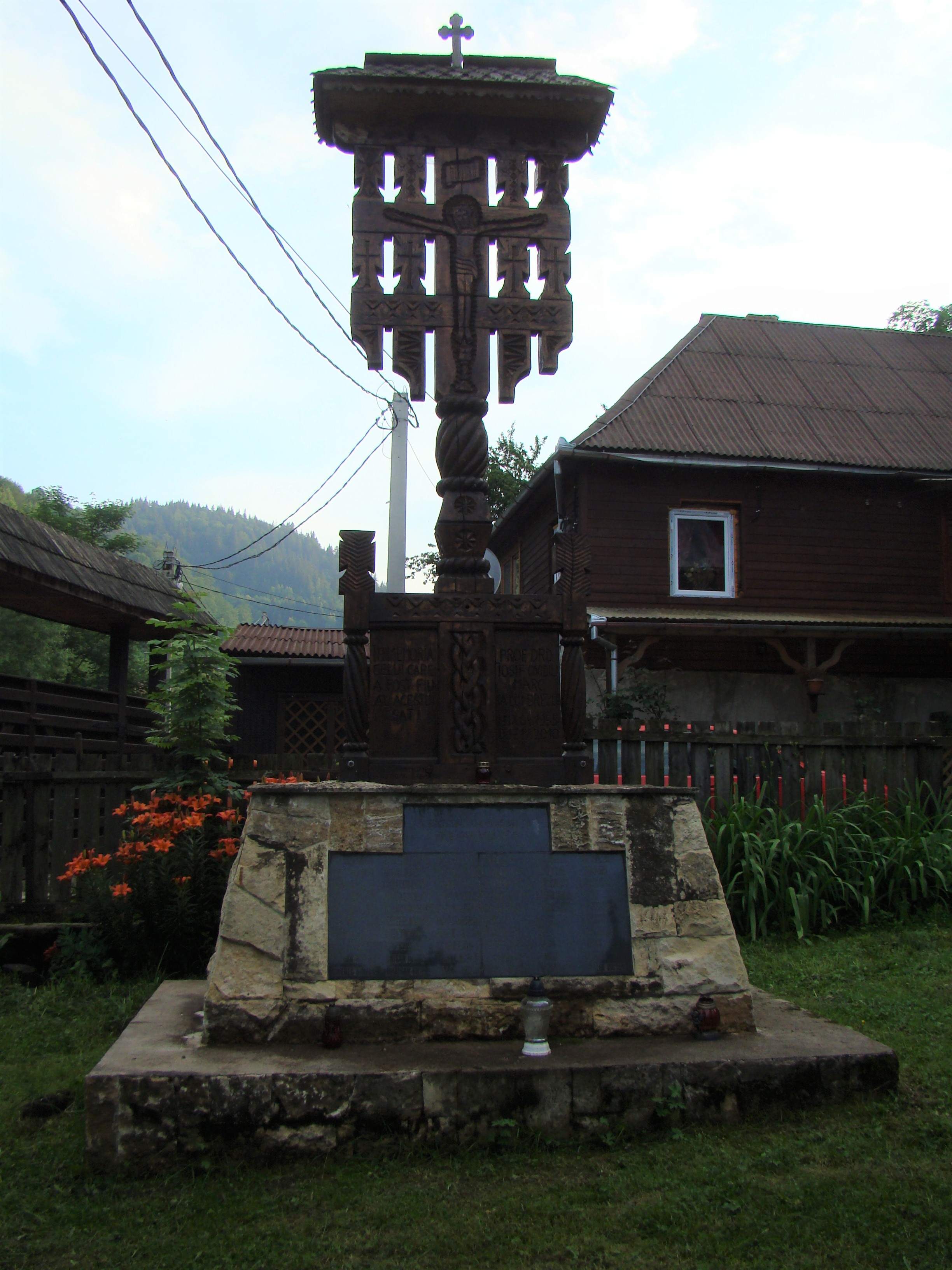
Monumentul eroilor
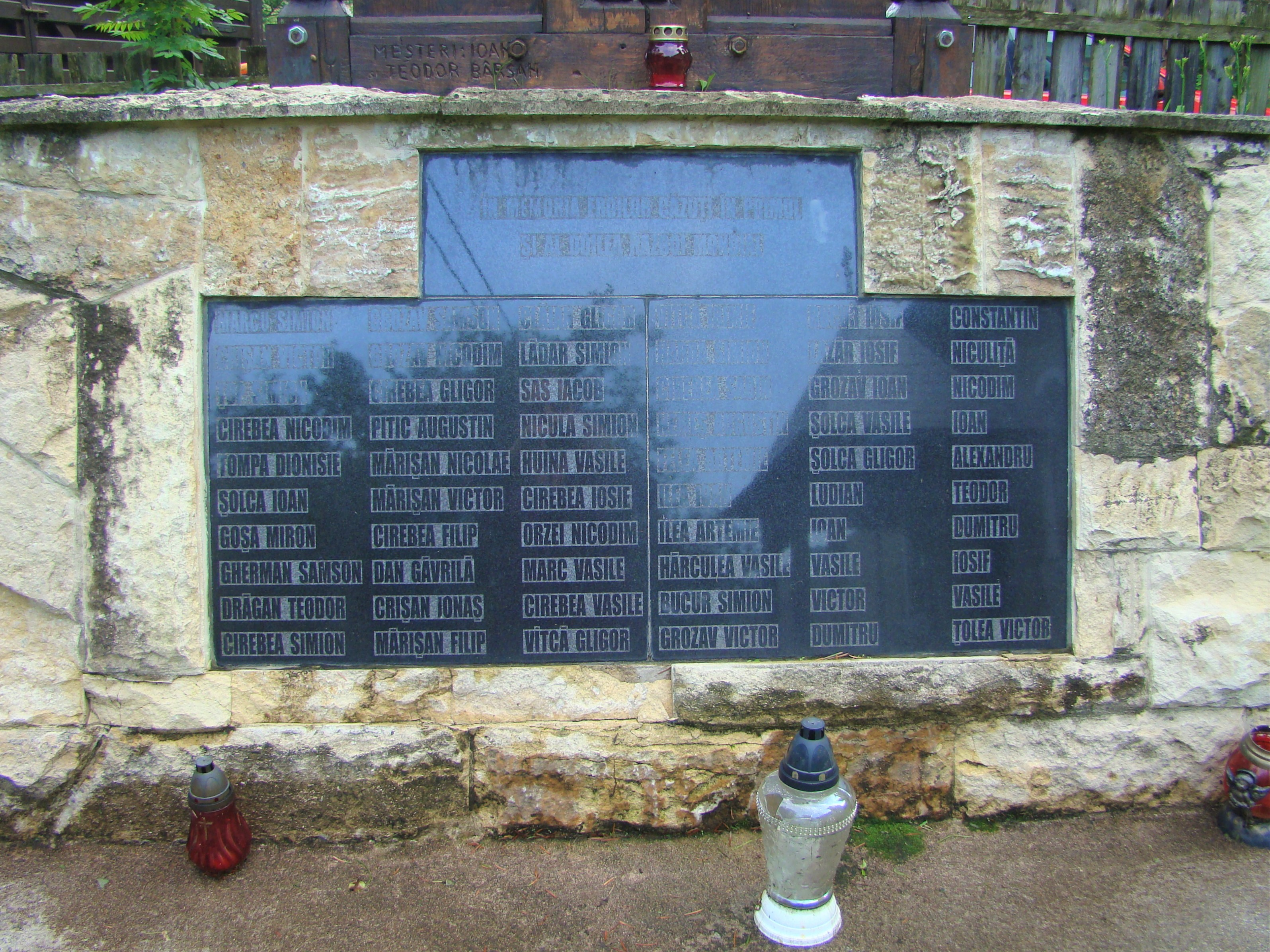
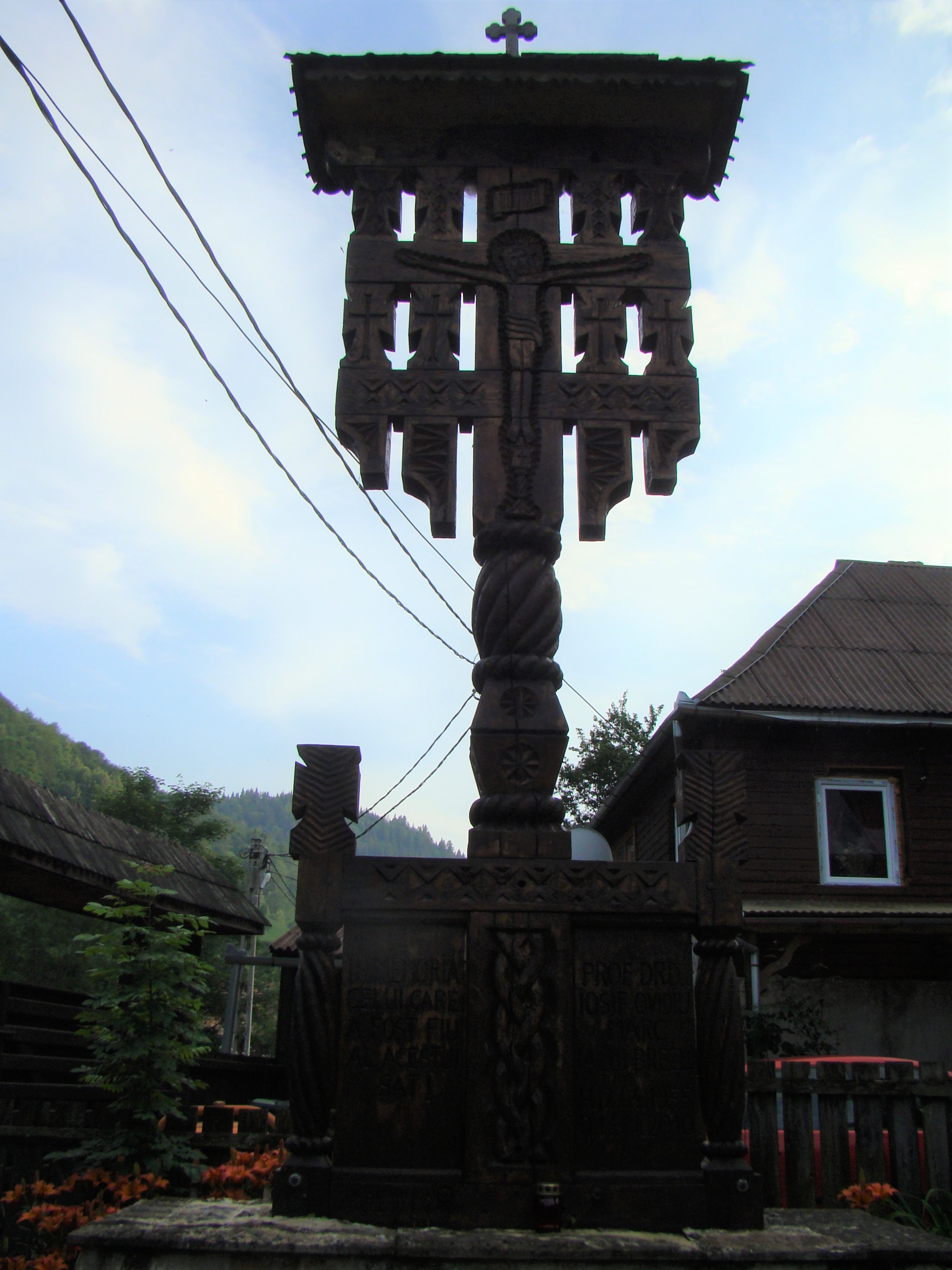
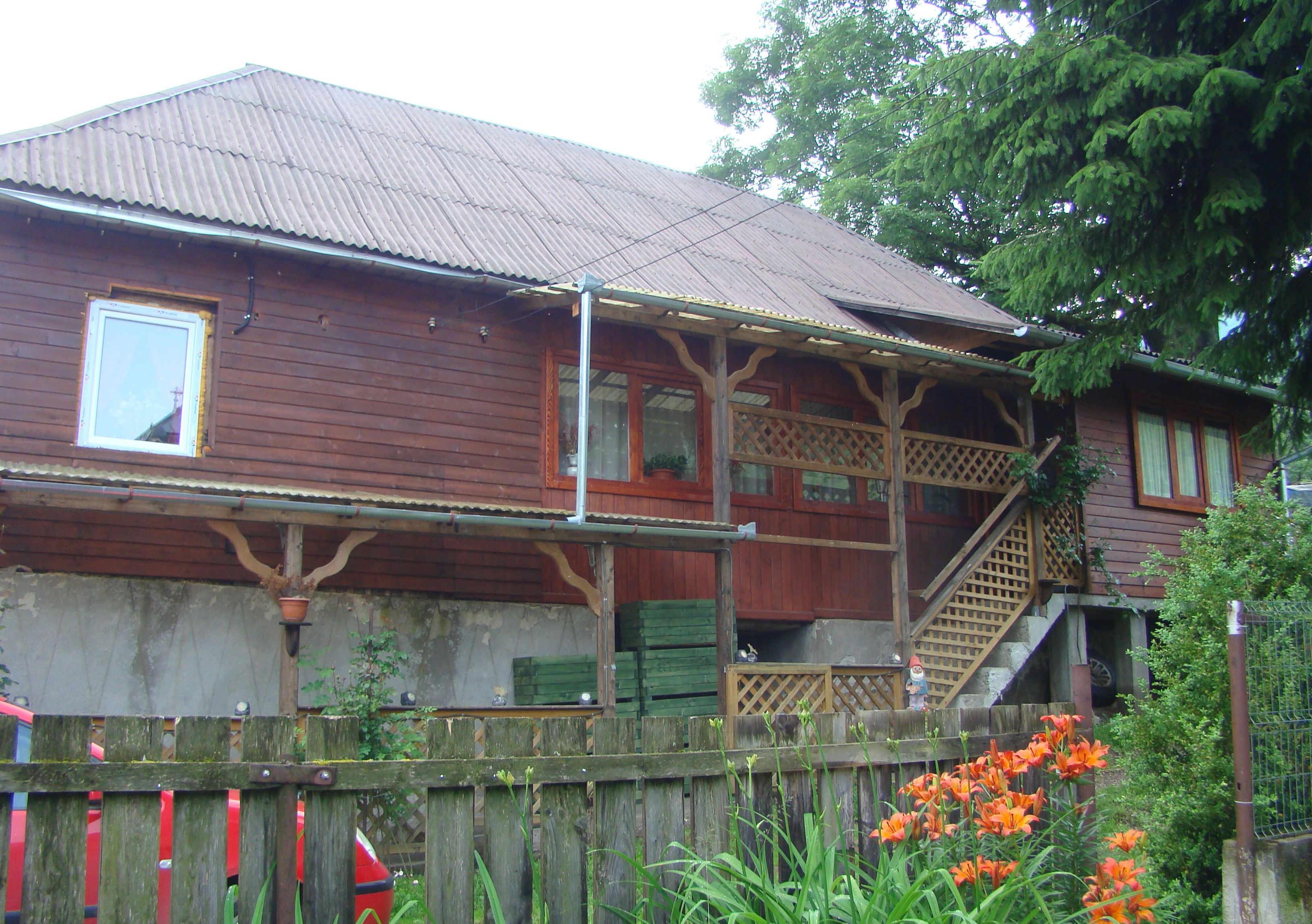
Casa parohială construită în anul 1714 din lemn de brad

## Imagini din interior

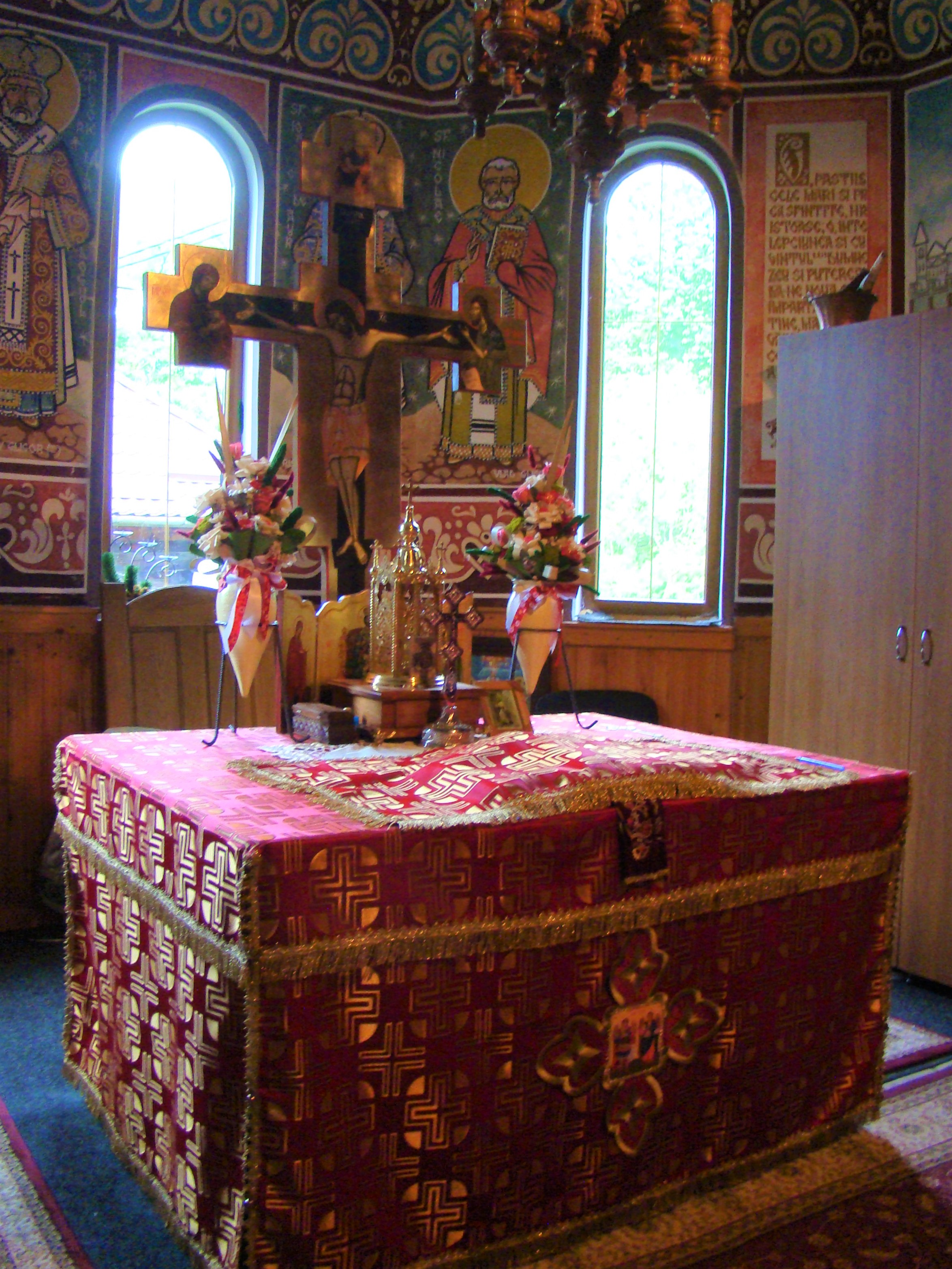
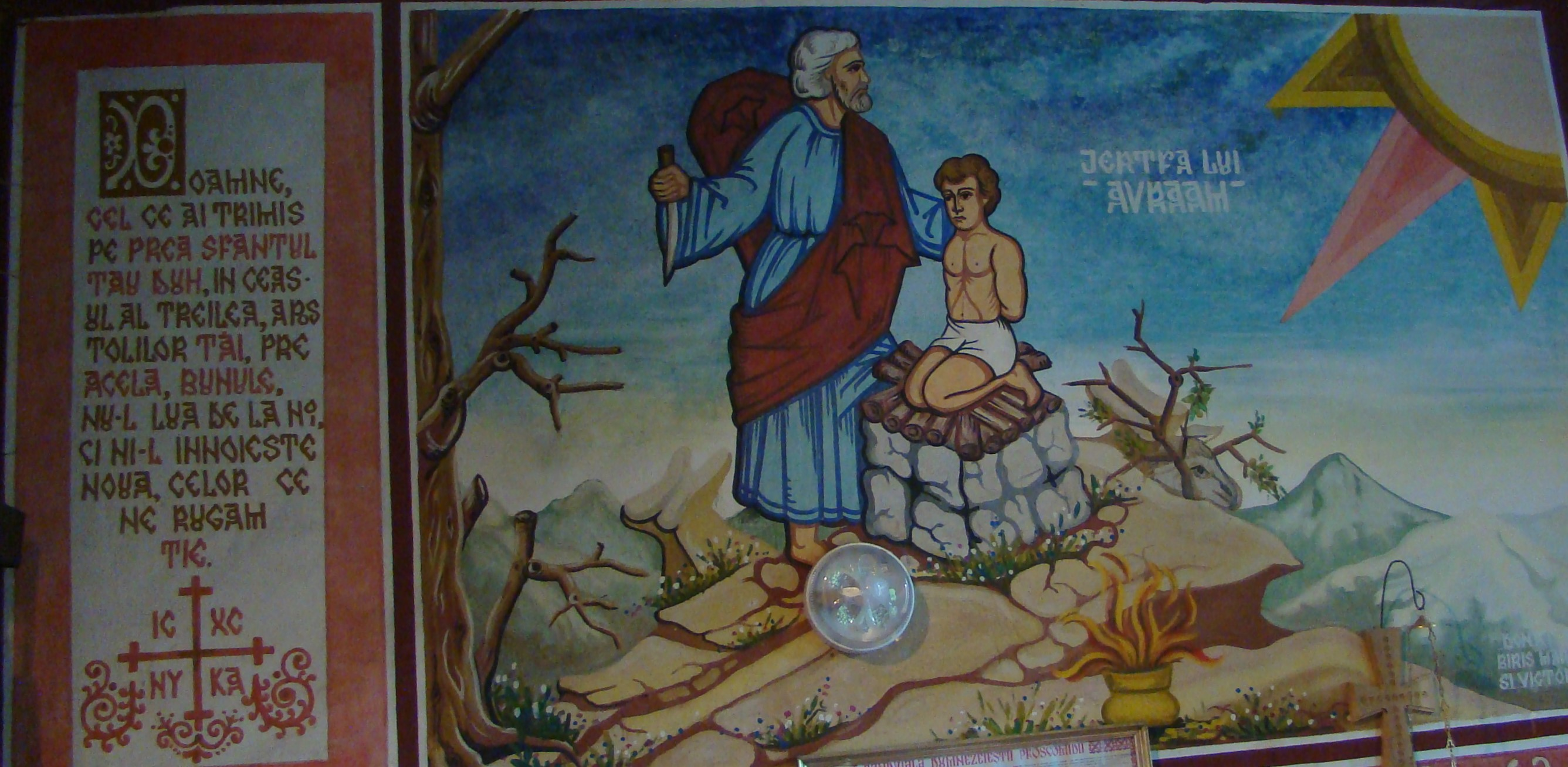
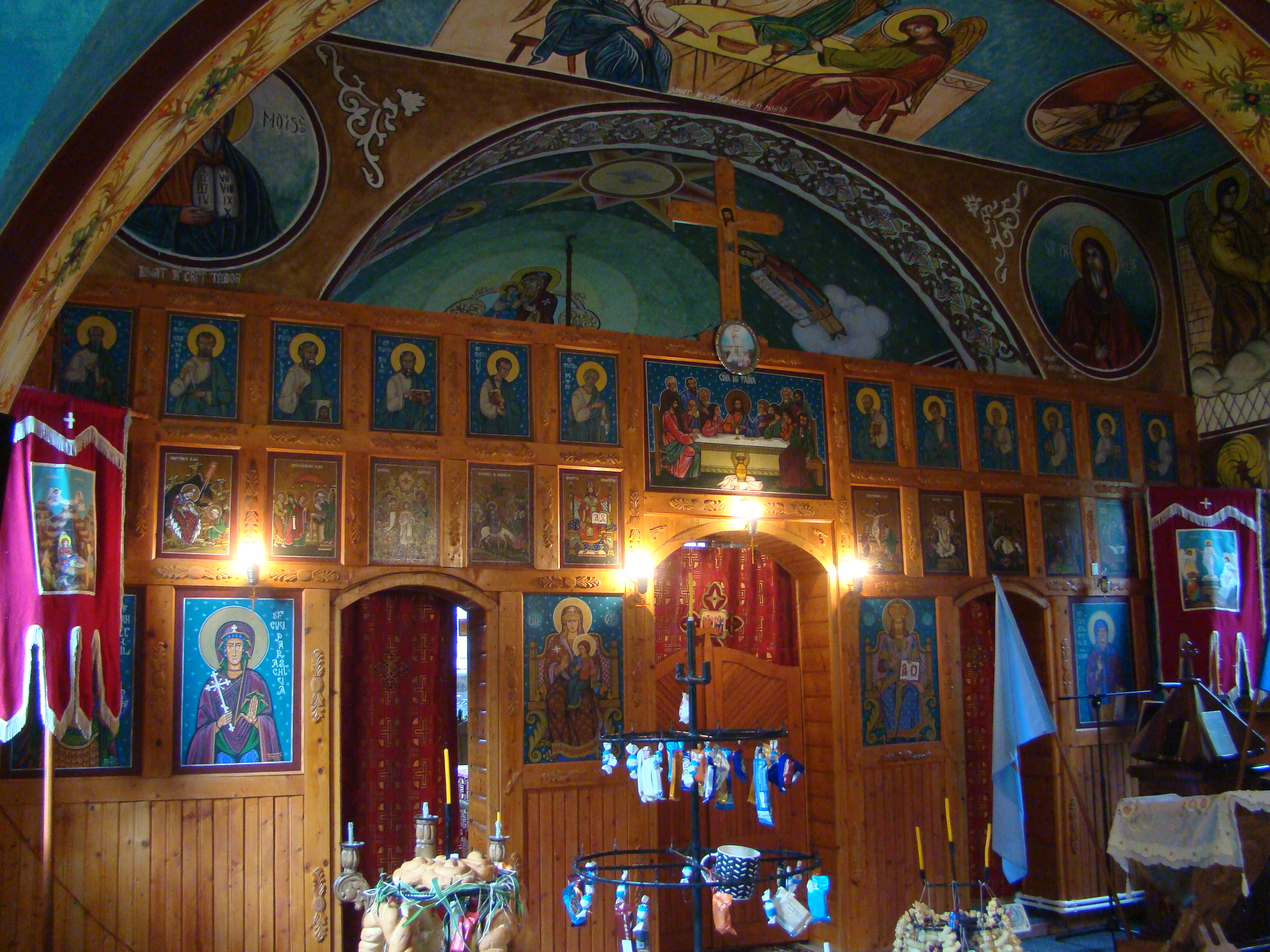
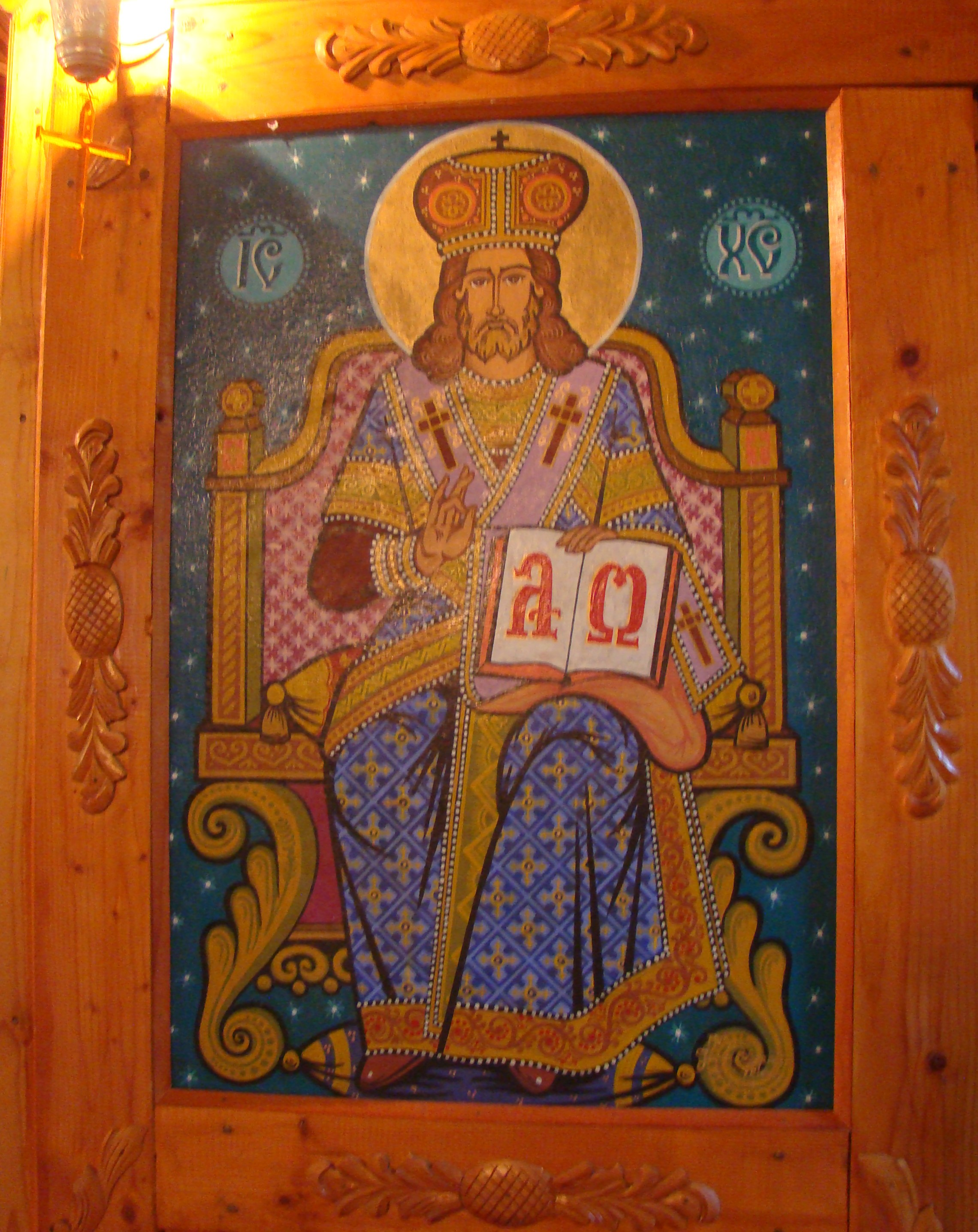
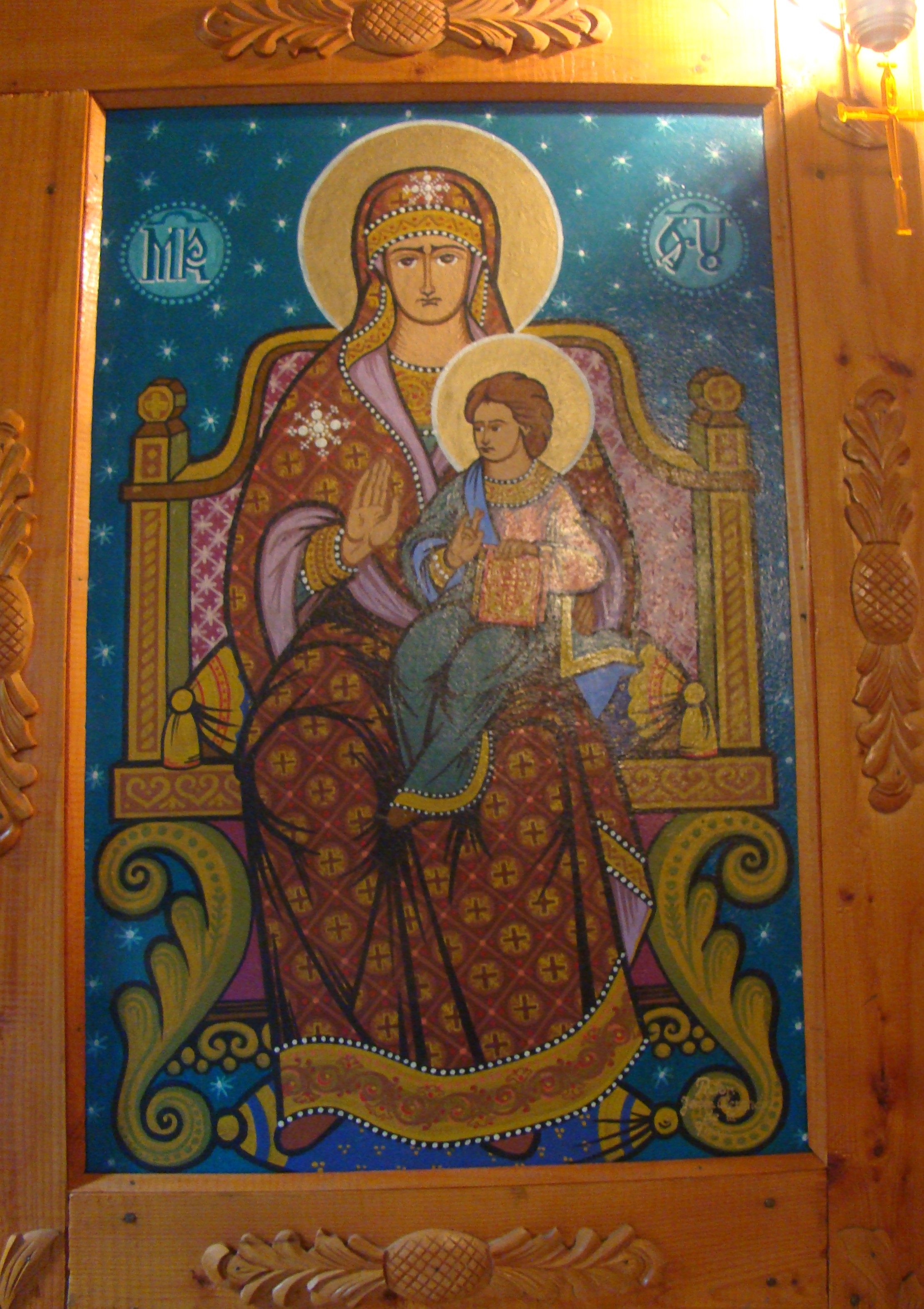
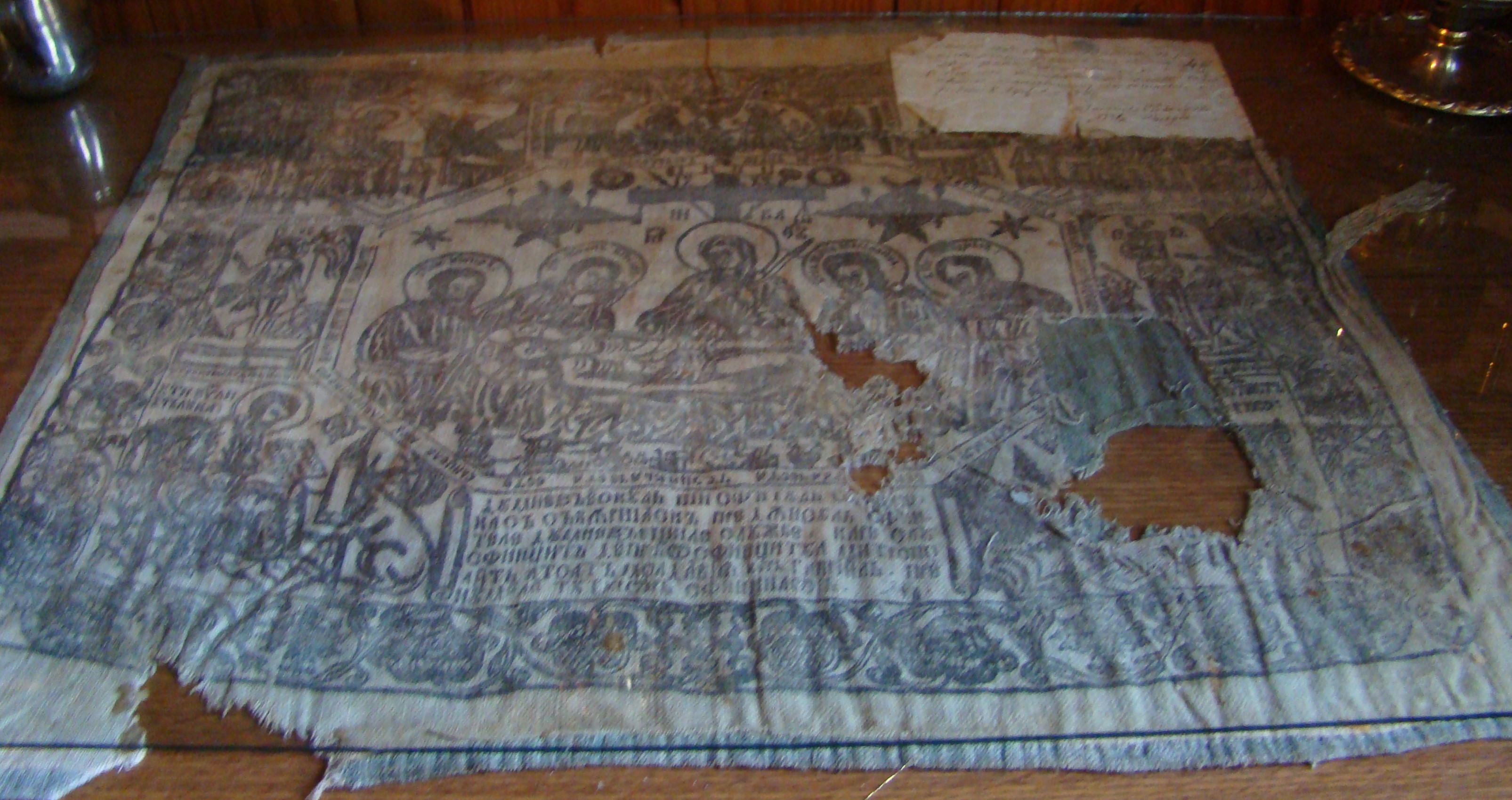
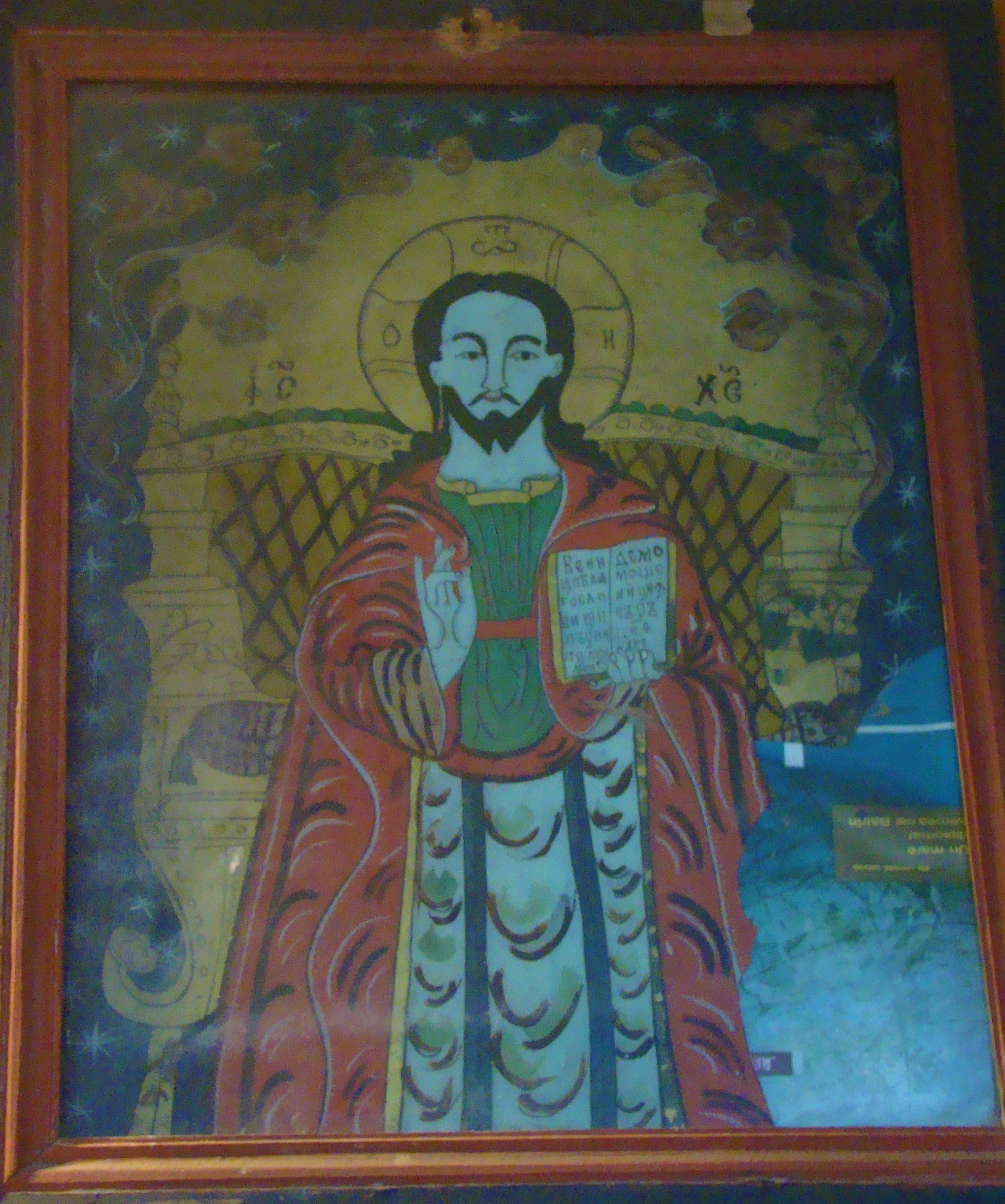
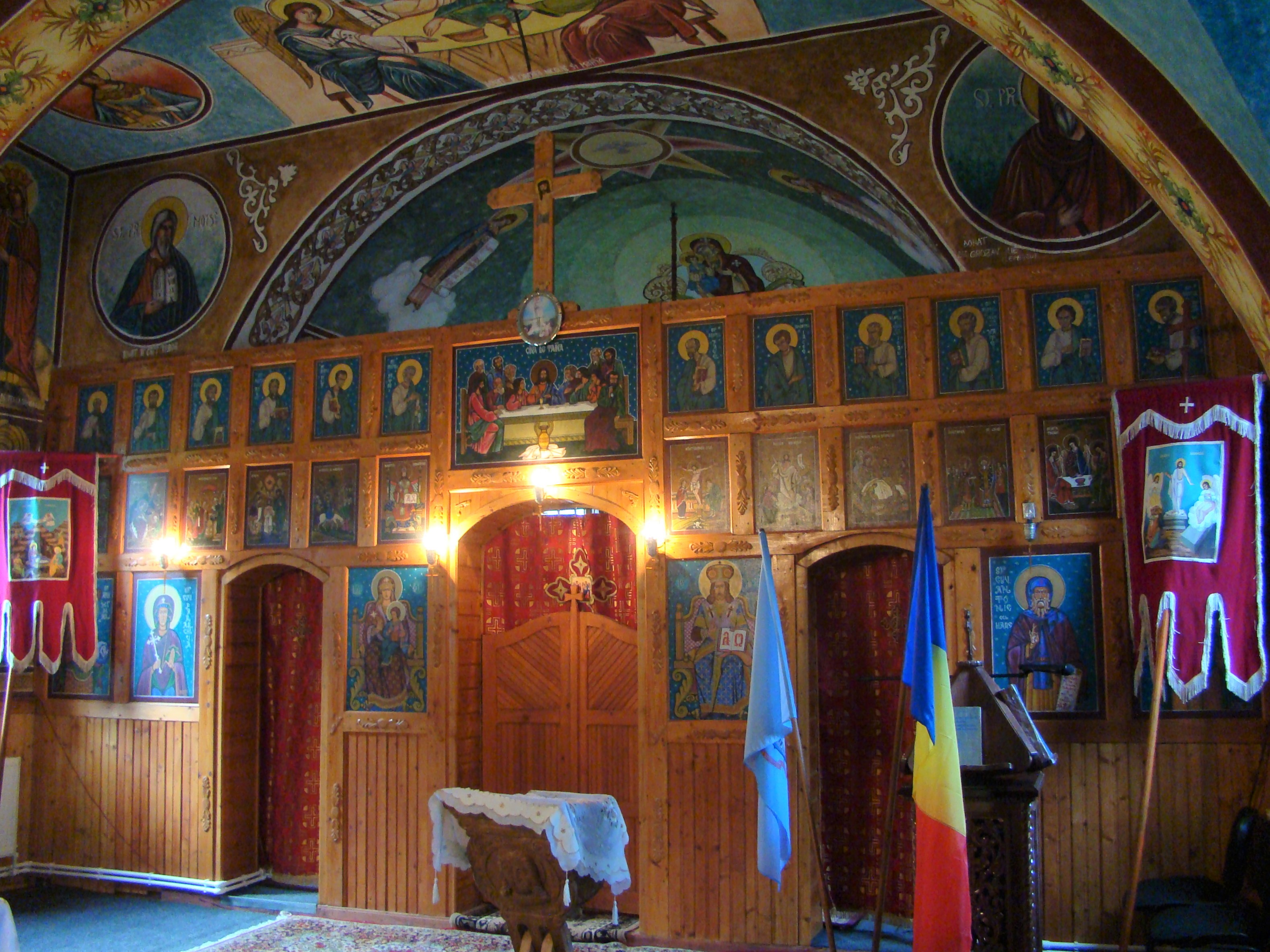
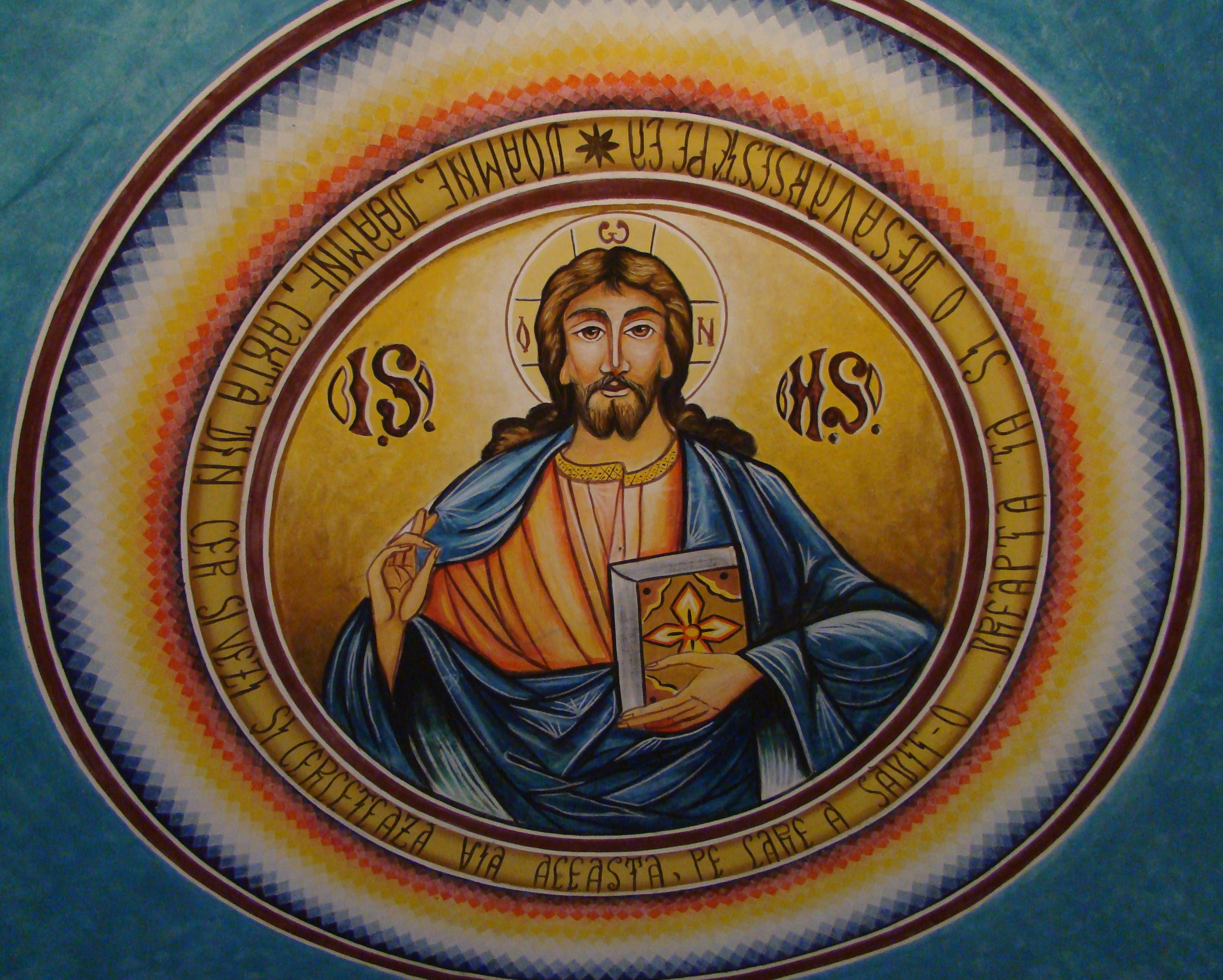
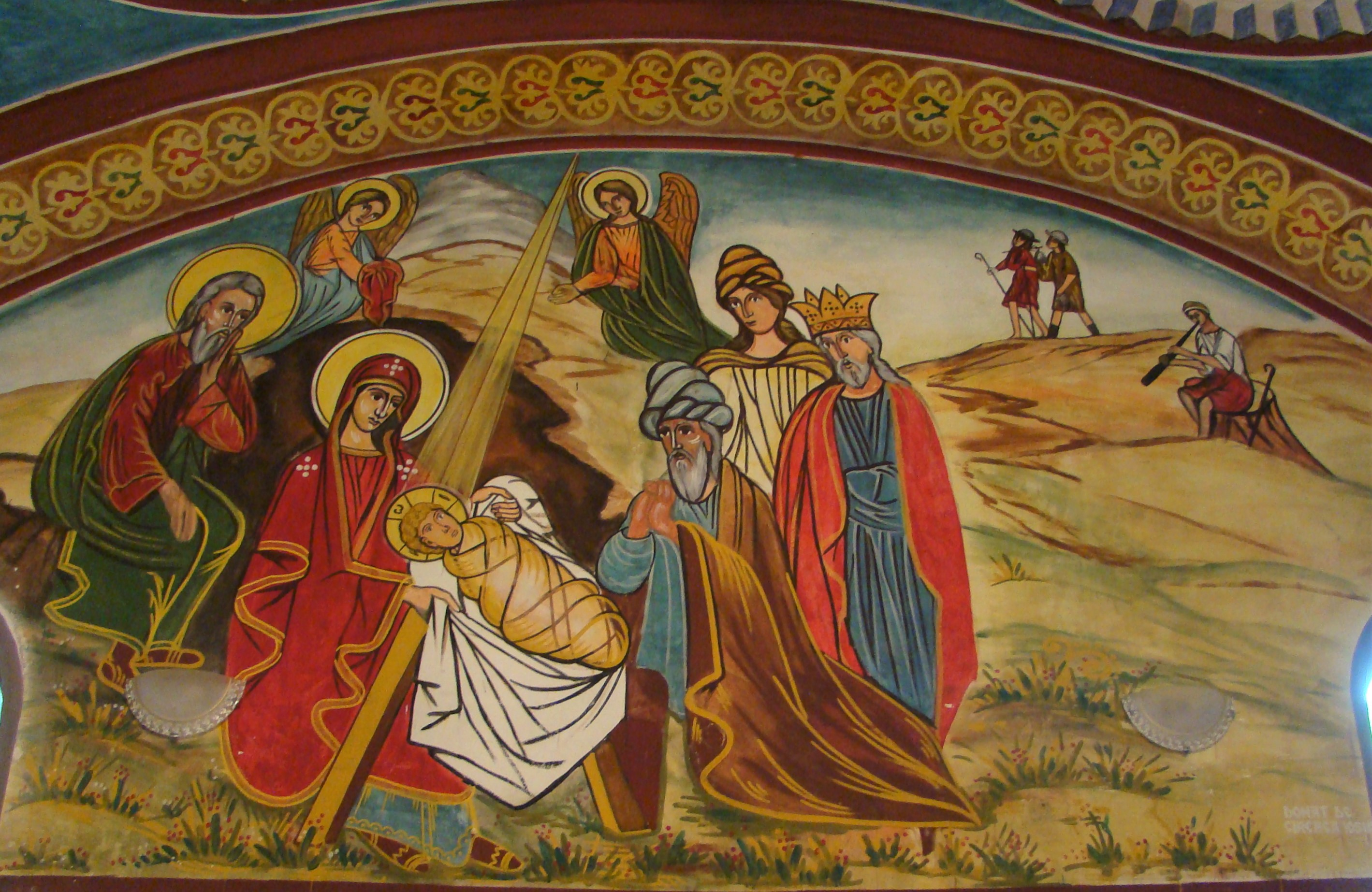
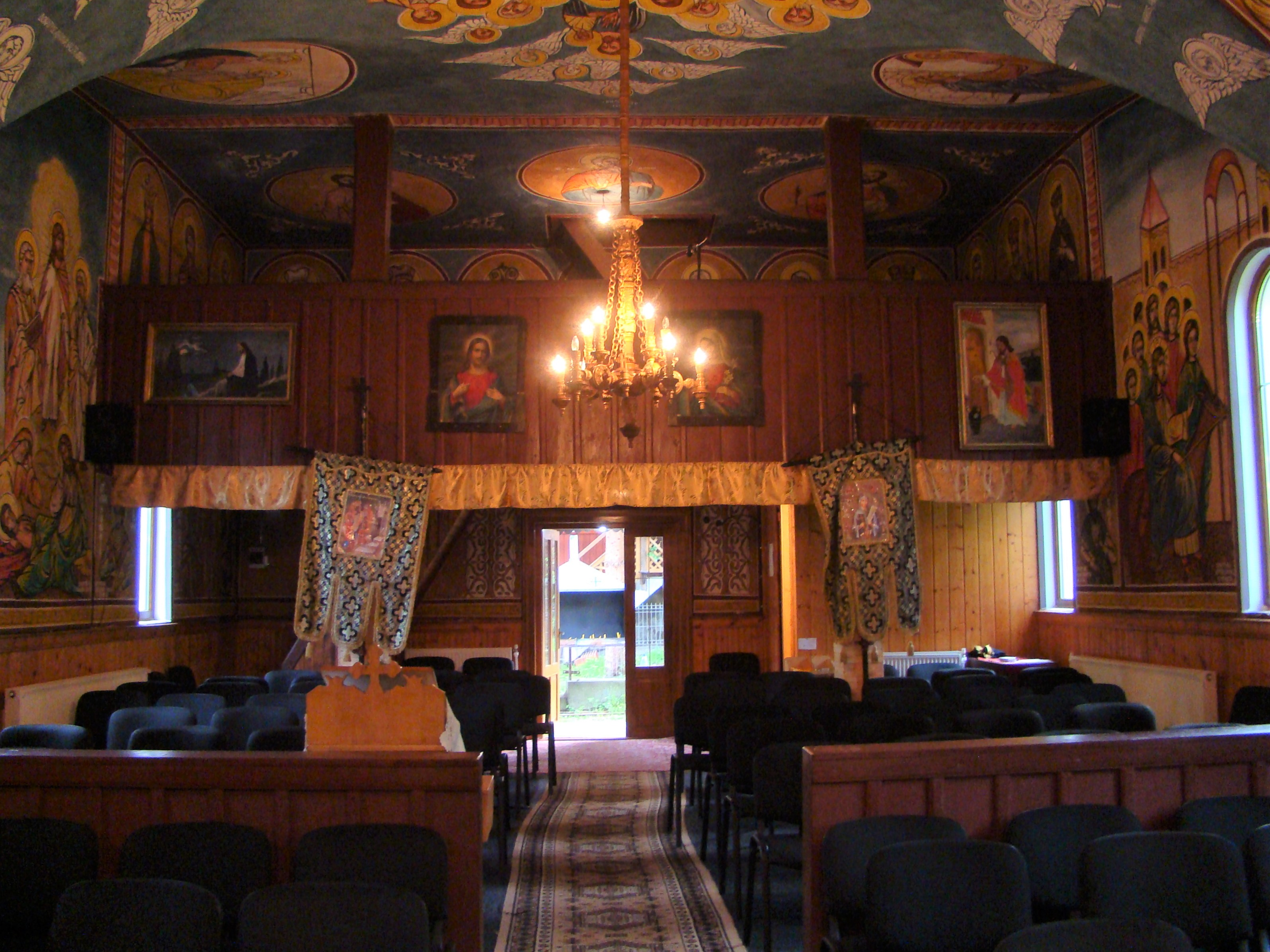